# Wagenmeister (Eisenbahn)

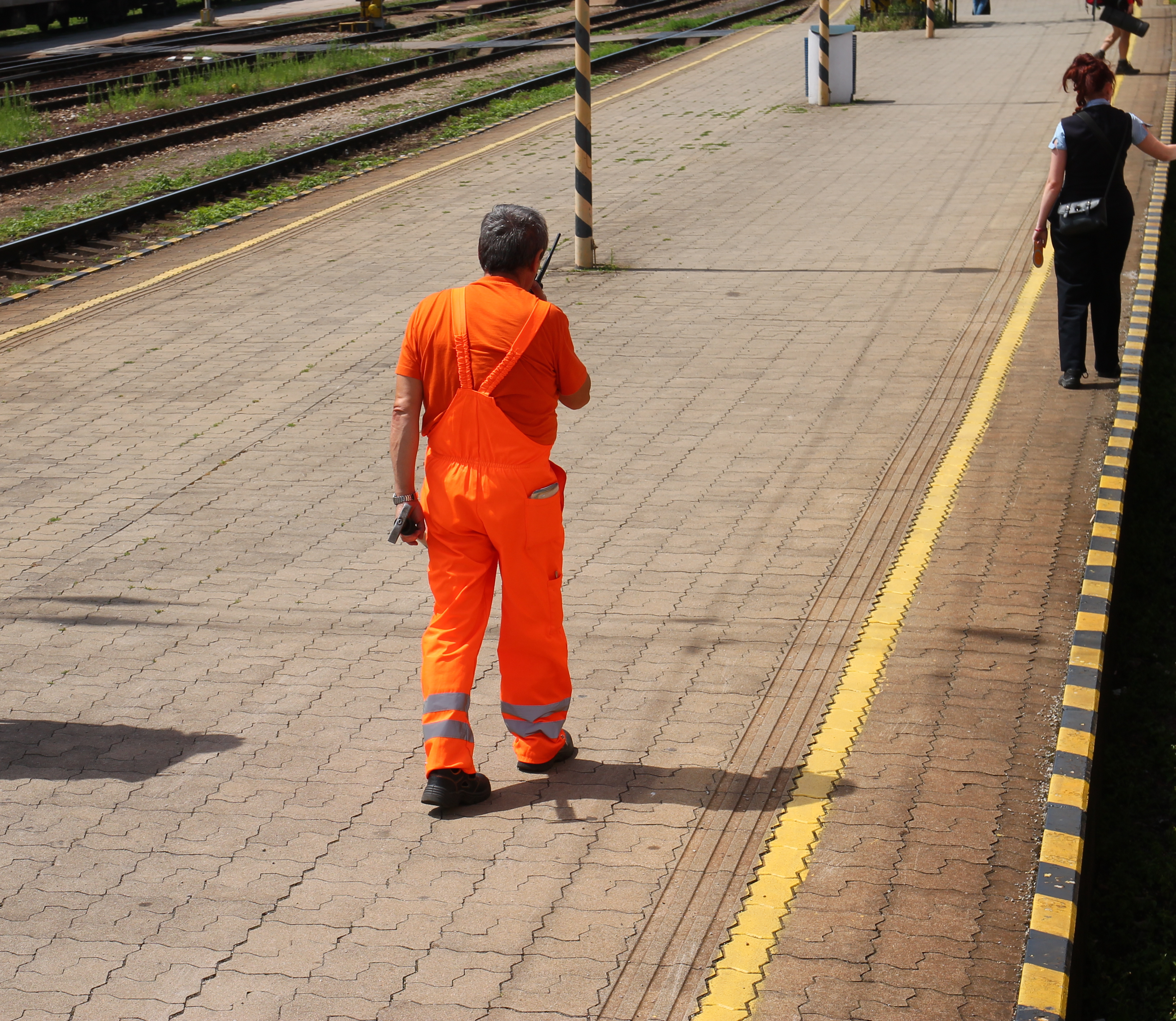
Wagenmeister in Žilina, Slowakei

Ein Wagenmeister (in der Schweiz Visiteur oder Wagenvisiteur) ist ein bei Eisenbahnverkehrsunternehmen eingesetzter Mitarbeiter. Der Wagenmeister stellt vor jeder Zugfahrt die Betriebssicherheit und Verkehrstauglichkeit an Ganzzügen, Wagengruppen oder Einzelwagen sowie deren Ladungen fest. Er führt technische Untersuchungen sowohl an Güter- wie auch an Reisezugwagen durch. Dabei überprüft er diese auf Schäden und Mängel und muss eigenständig entscheiden, ob der jeweilige Wagen für die Reparatur aus dem Zug ausgesetzt werden muss oder zu seinem Ziel ggf. mit Einschränkungen weiterlaufen darf und damit erst zu einem späteren Zeitpunkt einer Reparatur unterzogen wird.
Im Unterschied zum geringer qualifizierten Wagenprüfer darf der Wagenmeister auch Untersuchungen durchführen, die über eine rein augenscheinliche Prüfung hinausgehen. Hierzu stehen dem Wagenmeister Hilfsmittel wie Messschieber, Radsatzlehre (Vereinfacht und qR-Maß), Stichmaß und Klanghammer (für die Klangprobe etwa an Rädern) zur Verfügung.
Bei Bedarf führt er Wagensonderuntersuchungen sowie Untersuchungen zur Lauffähigkeit oder Verkehrstauglichkeit durch.
Kleinere Reparaturen werden vom Wagenmeister selbst durchgeführt, wie das Ersetzen von fehlenden Splinten und abgenutzten Spanngurten (an Rundholzwagen).
Wagenmeister, die im Reisezugverkehr arbeiten, werden als Wagenmeister P bezeichnet, mit zusätzlichen Ausbildungen Zugtechniker.

Wagenmeister, die beladene Wagen des Kombinierten Verkehrs untersuchen, müssen im Rahmen der wagentechnischen Behandlung die ordnungsgemäße Verladung der Container, Auflieger, Sonder- und Wechselbehälter sowie die Einhaltung der Fahrzeugbegrenzungslinie überprüfen. Sie benötigen die Zusatzqualifikation Z7.
Regelwerke für den Wagenmeister sind die VDV-Schrift 758, der AVV, die UIC-Verladerichtlinien Bd. 1 und 2, ggf. ergänzt um Verladebeispiele eines EVU.
In der Regel ist ein Wagenmeister auch qualifiziert als Bremsprobeberechtigter und Rangierbegleiter.